# Right Action
Right Action is een nummer van de Schotse alternatieve rockband Franz Ferdinand uit 2013. Het is de eerste single van hun vierde studioalbum Right Thoughts, Right Words, Right Action, waarvan het het openingslied was.
"Right Action" heeft als boodschap om optimistisch en positief te blijven, na te denken over je keuzes, en fouten uit het verleden recht te zetten. Het nummer bereikte de 39e positie in de Britse indielijst, maar bereikte niet de hoofdlijst in het Verenigd Koninkrijk. Ook in het Nederlandse taalgebied viel de plaat, ondanks airplay op 3FM, buiten de hitlijsten.

## Tracklijst
- Cd-single

1. "Right Action" - 3:02